# Cryptopipo
Cryptopipo – rodzaj ptaków z podrodziny gorzyków (Piprinae) w obrębie rodziny gorzykowatych (Pipridae).

## Rozmieszczenie geograficzne
Rodzaj obejmuje gatunki występujące w Ameryce (Panama, Kolumbia, Ekwador, Peru i Boliwia).

## Morfologia
Długość ciała 11–13 cm (długość skrzydła samic 64–75,5 mm, samców 68,5–81,5 mm, długość ogona samic 40–48,5 mm, samców 39–52 mm, długość dzioba samic 11,5–13,08 mm, samców 10,49–14 mm, długość skoku samic 13–16,77 mm, samców 13,46–17,61 mm); masa ciała 10,6–21 g.

## Systematyka
Rodzaj zdefiniowała w 2013 roku szwedzko-duńska grupa ornitologów (Szwedzi Jan I. Ohlson i Per G.P. Ericson oraz Duńczyk Jon Fjeldså) w artykule poświęconym filogenezie molekularnej gorzyków, wraz z ich nową klasyfikacją i opisem nowego rodzaju opublikowanym w czasopiśmie „Molecular Phylogenetics and Evolution”. Gatunkiem typowym jest (oryginalne oznaczenie) gorzynek zielonawy (C. holochlora).

### Etymologia
Cryptopipo: gr. κρυπτος kruptos ‘ukyty’; nowołac. pipo ‘gorzyk’, od gr. πιπων pipōn ‘mały niezidentyfikowany ptak’, dawniej błędnie łączony z gr. πιπω pipō ‘dzięcioł’.

### Podział systematyczny
Do rodzaju należą następujące gatunki:
- Cryptopipo litae (Hellmayr, 1906) – gorzynek północny
- Cryptopipo holochlora (P.L. Sclater, 1888) – gorzynek zielonawy